# Konfitüre

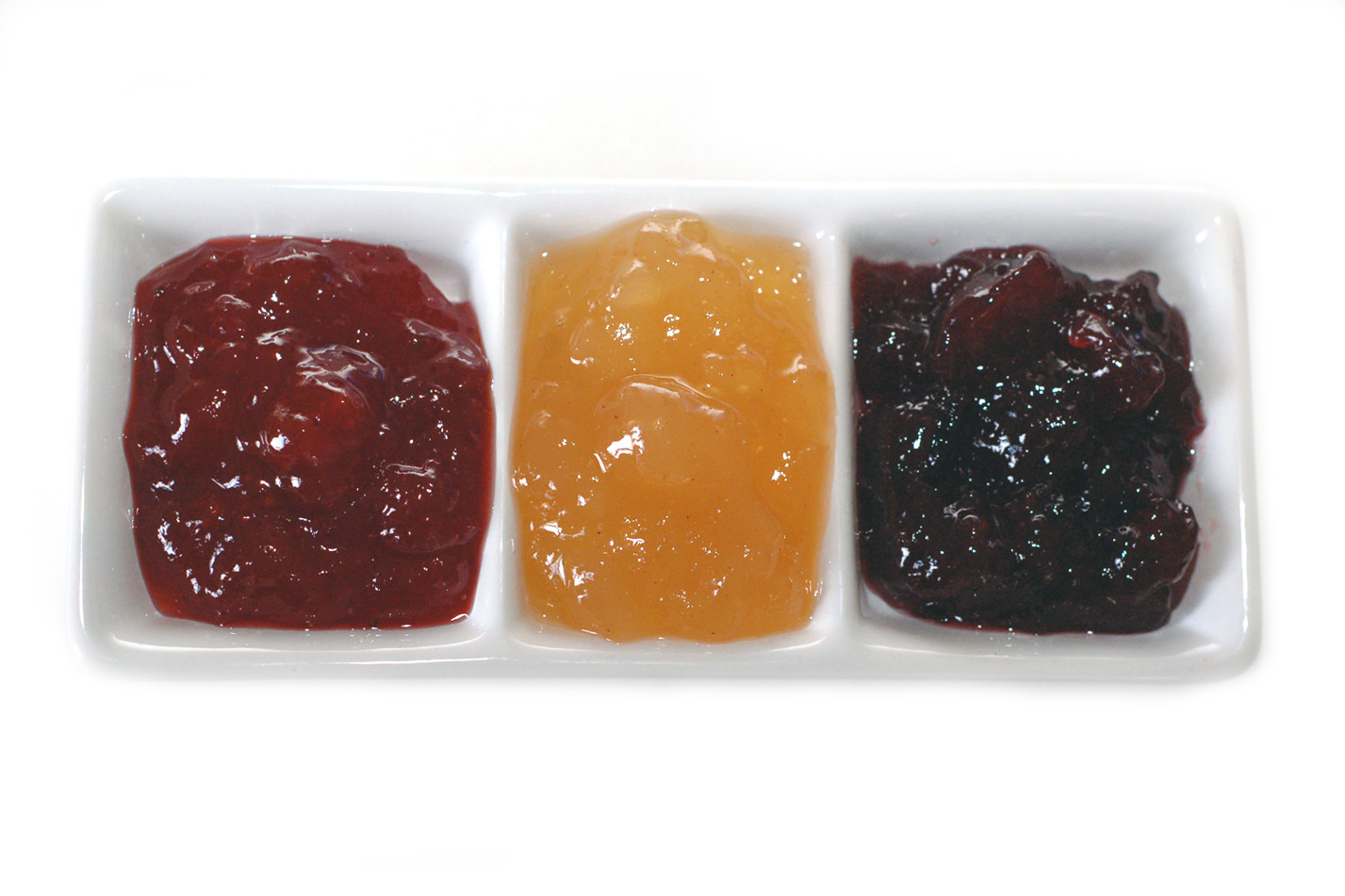
Erdbeer-, Quitten- und Pflaumenkonfitüre

Die Konfitüre (von französisch la confiture) ist ein Brotaufstrich aus Zucker und eingekochten Früchten.
Der Ausdruck Konfitüre – oder kurz Konfi oder Gomfi – ist in der Schweiz üblich für alle mit Zucker gekochten Fruchtaufstriche.
In Deutschland wird Konfitüre im allgemeinen Sprachgebrauch seltener benutzt. Meist wird das Wort für Aufstriche, die nur aus einer Fruchtsorte hergestellt sind und die noch Fruchtstückchen enthalten, verwendet. Eine häufige Bezeichnung für mit Zucker eingekochte Früchte ist in Deutschland und Österreich auch „Marmelade“.

## Rechtliche Grundlagen
Die Europäische Wirtschaftsgemeinschaft hat am 24. Juli 1979 die Richtlinie zur Angleichung der Rechtsvorschriften der Mitgliedstaaten über Konfitüren, Gelees, Marmeladen und Maronenkrem (79/693/EWG) erlassen, die durch die Konfitürenverordnung vom 26. Oktober 1982 (BGBl. I S. 1434) in deutsches Recht umgesetzt wurde. In diesen Rechtsnormen wurde als Handelsbezeichnung verbindlich ein anderer Sprachgebrauch festgelegt. Um Verwechslungen in englischsprachigen Verkehrskreisen zu vermeiden, wurden die wörtlichen Übersetzungen des im englischen Sprachraum nur für Produkte aus Zitrusfrüchten (insbesondere Bitterorangenmarmelade) verwendeten Ausdrucks marmalade (also auch das deutsche Wort „Marmelade“) EG-weit ausschließlich für Zitrusmarmeladen reserviert. Die Vorschrift verbietet es, Aufstriche aus anderen als Zitrusfrüchten im Verkauf als „Marmelade“ zu bezeichnen. Die früher in Deutschland geltende begriffliche Unterscheidung zwischen „Marmelade“ als Aufstrich ohne sichtbare Fruchtstücke und „Konfitüre“ als Aufstrich mit sichtbaren Fruchtstückchen wurde damit aufgehoben.
Interessant hierbei ist vor allem, dass dieses „Verbot“, den Begriff „Marmelade“ auch weiterhin für andere Marmeladen als solche aus Zitrusfrüchten hergestellten zu verwenden, letztlich durch die Übersetzer der Richtlinie eingeführt wurde: In der dänischen Version der Richtlinie wurde der bisherige Sprachgebrauch einfach beibehalten, so dass dort „Konfitüre“ auch nach wie vor als „Marmelade“ gehandelt wird.
Die Änderung des administrativen Sprachgebrauchs kann hier zu Missverständnissen führen. Standardsprachlich dominiert in deutschen und österreichischen Konsumentenkreisen weiterhin die Bezeichnung Marmelade für Konfitüren. Die Gemeinschaftsvorschrift hat besonders in Österreich, wo die Bezeichnung Konfitüre zuvor gänzlich unüblich war, für Bürgerproteste gesorgt. 2003 hat die EU allgemein erlaubt, traditionelle Bezeichnungen für Produkte zu verwenden, die nicht innergemeinschaftlich gehandelt werden sollen. Die deutschsprachigen Mitgliedstaaten haben von der Erlaubnis in § 3 Abs. 2 der deutschen Konfitürenverordnung bzw. in § 4 Abs. 2 der österreichischen Konfitürenverordnung teilweisen Gebrauch gemacht. Sie wurde aber nicht voll ausgeschöpft, da die Bezeichnung „Marmelade“ anstelle von Konfitüre nur dann zulässig sein soll, wenn die Produkte auf lokalen Märkten, insbesondere Bauern- und Wochenmärkten, direkt an den Endverbraucher abgegeben werden.
Die Richtlinie 2001/113/EG des Rates vom 20. Dezember 2001 über Konfitüren, Gelees, Marmeladen und Maronenkrem für die menschliche Ernährung der EU unterscheidet in Abhängigkeit vom Fruchtgehalt zwischen Konfitüre und Konfitüre extra. Diese Richtlinie wurde in Deutschland durch die neue Konfitürenverordnung vom 23. Oktober 2003 (BGBl. I S. 2151), die zuletzt durch Artikel 5 der Verordnung vom 30. September 2008 (BGBl. I S. 1911) geändert worden ist, in deutsches Recht umgesetzt.

## Konfitüre

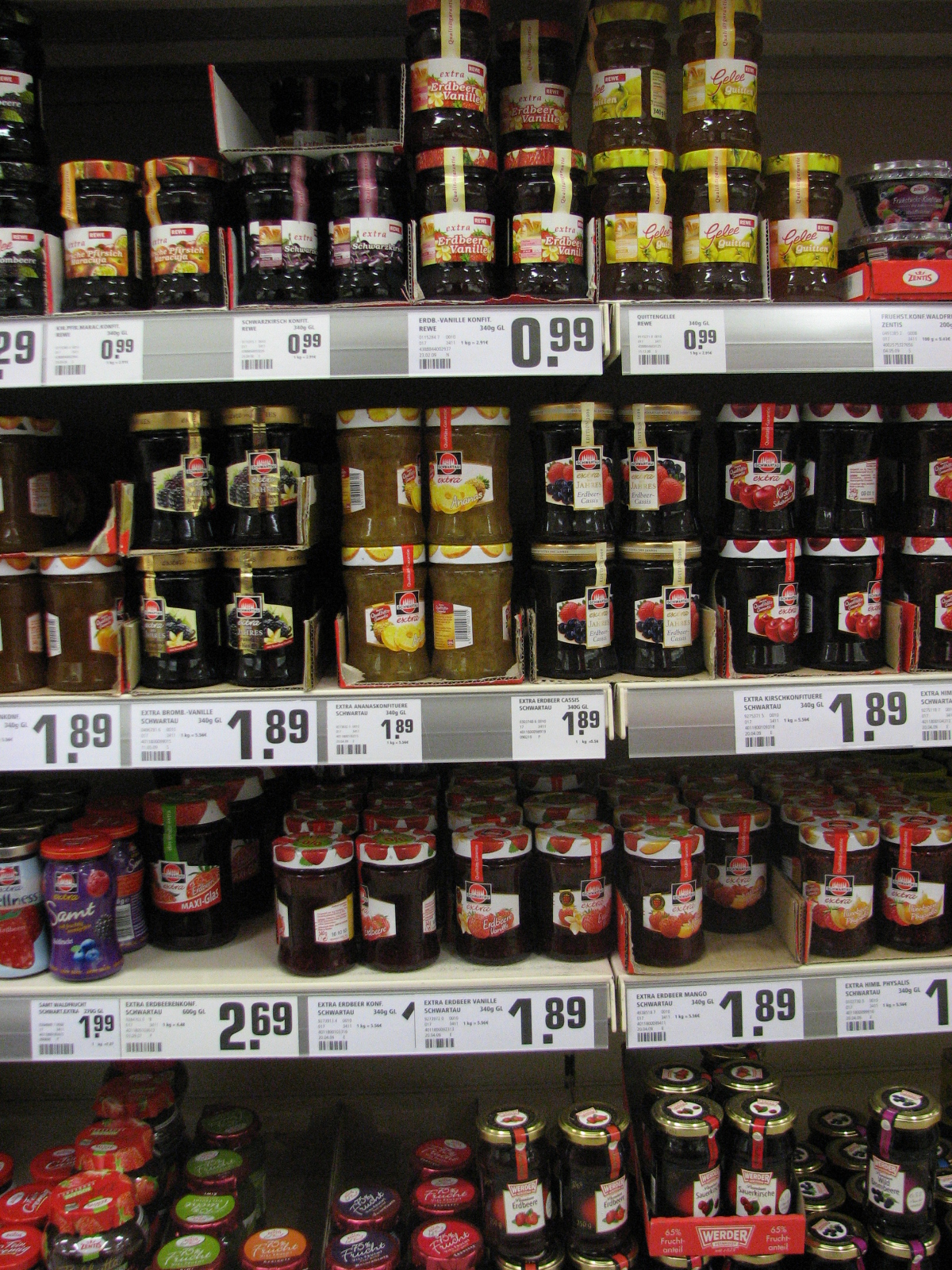
Verschiedene Konfitüren

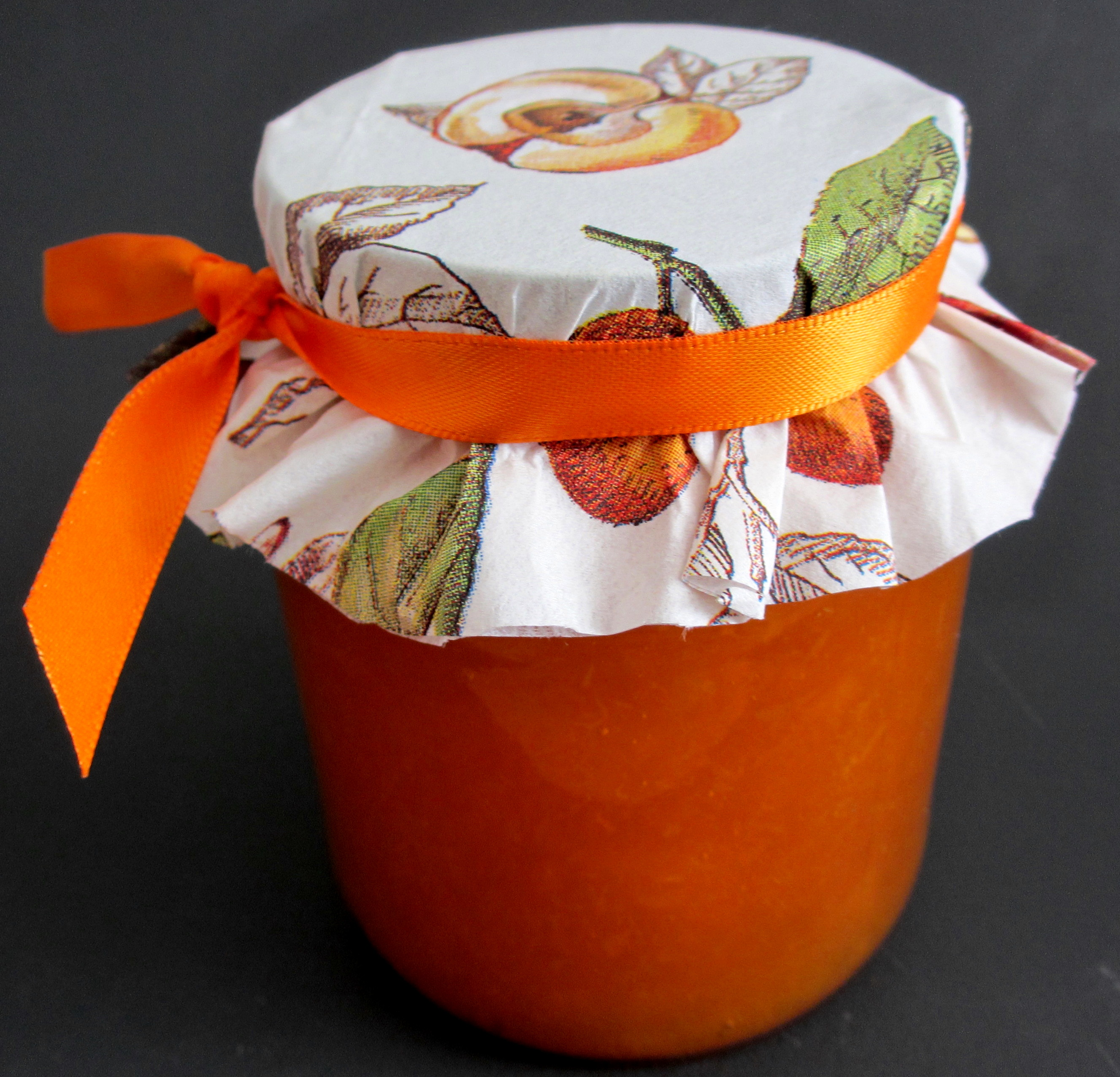
Aprikosenkonfitüre

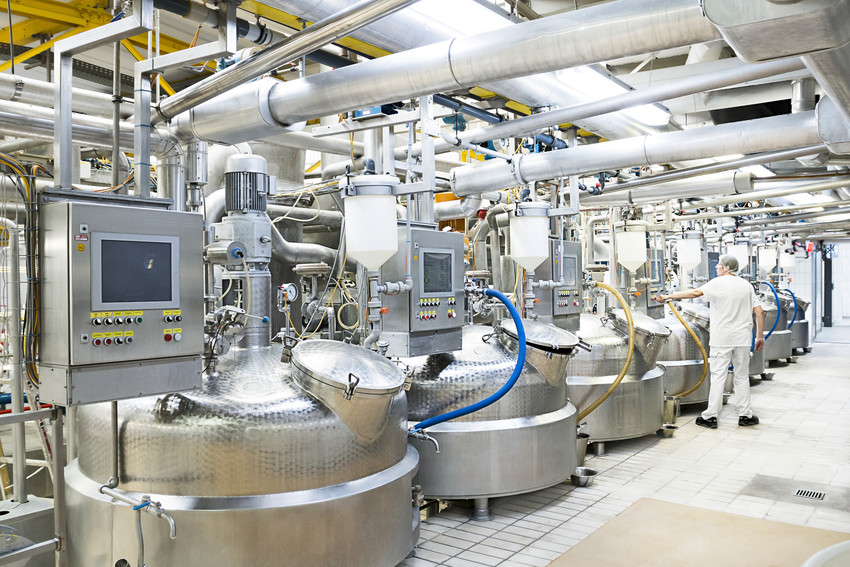
Industrielle Herstellung von Konfitüren

Konfitüre ist die auf die geeignete gelierte Konsistenz (im deutschen Recht als streichfähig bezeichnet) gebrachte Mischung von Zuckerarten, Pulpe oder Fruchtmark einer oder mehrerer Fruchtsorte(n) und Wasser. Abweichend davon darf Konfitüre von Zitrusfrüchten aus der in Streifen oder in Stücke geschnittenen ganzen Frucht hergestellt werden. Die für die Herstellung von 1000 g Enderzeugnis verwendete Menge Pulpe oder Fruchtmark beträgt mindestens
- 350 g im Allgemeinen
- 250 g bei Roten Johannisbeeren/Ribiseln, Vogelbeeren, Sanddorn, Schwarzen Johannisbeeren/Ribiseln, Hagebutten und Quitten
- 160 g bei Kaschuäpfeln
- 150 g bei Ingwer
- 60 g bei Passionsfrüchten.

## Konfitüre extra
Konfitüre extra ist die auf die geeignete gelierte Konsistenz gebrachte Mischung von Zuckerarten, nicht konzentrierter Pulpe aus einer oder mehreren Fruchtsorte(n) und Wasser. Konfitüre extra von Hagebutten sowie kernlose Konfitüre extra von Himbeeren, Brombeeren, Schwarzen Johannisbeeren/Ribiseln, Heidelbeeren und Roten Johannisbeeren/Ribiseln kann jedoch ganz oder teilweise aus nicht konzentriertem Fruchtmark hergestellt werden. Konfitüre extra von Zitrusfrüchten darf aus der in Streifen oder in Stücke geschnittenen ganzen Frucht hergestellt werden.
Aus Mischungen der nachstehenden Früchte mit anderen Früchten kann keine Konfitüre extra hergestellt werden: Äpfeln, Birnen, nicht steinlösenden Pflaumen, Melonen, Wassermelonen, Trauben, Kürbissen, Gurken, Tomaten/Paradeisern.
Die für die Herstellung von 1000 g Enderzeugnis verwendete Menge Pulpe beträgt mindestens
- 450 g im Allgemeinen
- 350 g bei Roten Johannisbeeren/Ribiseln, Vogelbeeren, Sanddorn, Schwarzen Johannisbeeren/Ribiseln, Hagebutten und Quitten
- 250 g bei Ingwer
- 230 g bei Kaschuäpfeln
- 80 g bei Passionsfrüchten.

## Erlaubte Zusätze in Konfitüre und Konfitüre-Extra
- Honig: in allen Erzeugnissen als Ersatz für einen Teil des Zuckers oder den gesamten Zucker;
- Saft von Zitrusfrüchten bei aus anderen Früchten hergestellten Erzeugnissen (Konfitüre aus Zitrusfruchtpulpe heißt Marmelade);
- Saft aus roten Früchten bei Konfitüren aus Hagebutten, Erdbeeren, Himbeeren, Stachelbeeren, Roten Johannisbeeren/Ribiseln, Pflaumen und Rhabarber;
- Speiseöle und -fette zur Verhütung der Schaumbildung;
- flüssiges Pektin (Geliermittel) (siehe Opekta);
- Schalen von Zitrusfrüchten;
- Blätter von Duftpelargonien: in Konfitüre und Konfitüre extra aus Quitten;
- Spirituosen, Wein und Likörwein;
- Nüsse;
- Kräuter;
- Gewürze;
- Vanille, Vanilleauszüge und Vanillin: in allen Erzeugnissen.

## Erlaubte Zusätze nur in Konfitüre
- Fruchtsaft: ausschließlich in Konfitüre (jedoch nicht in Konfitüre-Extra);
- Saft aus roten Rüben: ausschließlich in Konfitüre aus Erdbeeren, Himbeeren, Stachelbeeren, Roten Johannisbeeren/Ribiseln und Pflaumen;

## Begriffsbestimmungen
Die EU-Richtlinie und das deutsche Recht bestimmen wortgleich folgendes:
1. Frucht: die frische, gesunde, nicht verdorbene Frucht, der keine wesentlichen Bestandteile entzogen wurden, in geeignetem Reifezustand, nach Reinigen und Putzen;
  1. für die Anwendung dieser Richtlinie werden Tomaten/Paradeiser, die genießbaren Teile von Rhabarberstängeln, Karotten, Süßkartoffeln, Gurken, Kürbisse, Melonen und Wassermelonen den Früchten gleichgestellt;
  2. Ingwer bezeichnet die (frischen oder haltbar gemachten) genießbaren Wurzeln der Ingwerpflanze. Ingwer kann getrocknet oder in Sirup haltbar gemacht werden.
2. Fruchtpulpe: der genießbare Teil der ganzen, gegebenenfalls geschälten oder entkernten Frucht, der in Stücke geteilt oder zerdrückt, nicht jedoch zu Mark verarbeitet sein kann.
3. Fruchtmark: der genießbare Teil der ganzen, erforderlichenfalls geschälten oder entkernten Frucht, der durch Passieren oder ein ähnliches Verfahren zu Mark verarbeitet ist.
4. Wässriger Auszug von Früchten: Wässriger Auszug von Früchten, der abgesehen von technisch unvermeidbaren Verlusten alle in Wasser löslichen Teile der Früchte enthält.
5. Zuckerarten: die zugelassenen Zuckerarten sind:
  1. die in der Richtlinie 2001/111/EG[3] beschriebenen Zuckerarten
  2. Fructosesirup
  3. die aus Früchten gewonnenen Zuckerarten
  4. brauner Zucker

## Behandlung der Rohstoffe
Frucht, Fruchtpulpe, Fruchtmark und wässrige Auszüge von Früchten dürfen den folgenden Behandlungen unterzogen werden:
- Wärme- und Kältebehandlungen;
- Gefriertrocknung;
- Konzentrieren, sofern sie sich technisch dafür eignen;
- mit Ausnahme der zur Herstellung von Erzeugnissen mit dem Zusatz extra verwendeten Rohstoffe: Verwendung von Schwefeldioxid (E 220) oder dessen Salzen (E 221, E 222, E 223, E 224, E 226 und E 227) als Verarbeitungshilfsstoffe, sofern die in der Richtlinie 95/2/EG[4] festgelegte Schwefeldioxidhöchstmenge in den in Anhang I Teil 1 definierten Erzeugnissen nicht überschritten wird.

Aprikosen/Marillen und Pflaumen, die zur Herstellung von Konfitüre bestimmt sind, dürfen anderen Trocknungsverfahren als der Gefriertrocknung unterzogen werden.
Die Schalen von Zitrusfrüchten können in Lake haltbar gemacht werden.